# Lukie D
Lukie D, né Michael Kennedy en 1972 à Cockburn Pen, Kingston (Jamaïque), est un chanteur de dancehall et DJ jamaïcain. Il est plutôt connu pour son chant dont le thème de premier plan est l'amour. Kennedy a commencé sa carrière d'interprète sur divers sound system locaux et s'est bâti une réputation en tant que chanteur de dancehall. Ses influences incluent Frankie Paul, Tenor Saw et ragga DJ Supercat.

## Carrière
Ses sessions d'enregistrement produisent ses plus grands succès, «Center of Attraction», en combinaison avec le lieutenant Stitchie (Don't Deny Me) et Beenie Man et Black Pearl (Bag It Up). Lukie D rejoint le Firehouse Crew, connu pour avoir favorisé la carrière de Luciano et Sizzla. Il sort alors son premier album, Centre Of Attraction, avec des combinaisons avec Mikey Spice et DJ Détermine. Il a également publié une série de hits, y compris I Won't Let You Go, Lonely Nights, Let Me Love You Now, Heavy Load et You've Got It Going. Son succès lui a permis de faire la navette entre la Jamaïque et les États-Unis, où il fait la connaissance de plusieurs influences musicales diverses, ce qui entraîne l'élargissement de son répertoire. En 1997, il sort une compilation de 20 pistes, avec des reprises de AC/DC You Shook Me et de Queen We Will Rock You.
En plus de sa carrière solo, Lukie D a également rejoint le groupe vocal LUST Ils ont joué au Midem en 1998 et plus tard à New York au troisième festival Culturama. En 1999, Lukie D quitte le groupe et est remplacé par Ricardo Durante.

## Discographie
- Center of Attraction (1993)
- Be Strong (2005)
- Deliver Me (2006)
- Love Again (2009)